# Стрига, Владимир
Владимир Стрига (настоящее имя — Лейзер Сахеров Лапидус; 1885, Минск, Российская империя — 3 мая 1906, Париж) — российский революционер, анархист.

## Биография
Родился в состоятельной еврейской семье. Сначала был членом социал-демократических кружков, затем — членом анархо-коммунистической группы «Черное знамя». Вскоре он создал свою группу «Коммунары», которая действовала в Белостоке летом 1905 года. Он проповедовал идею «временной коммуны»: «Предстояло захватить город, вооружить массы, выдержать тяжелый ряд сражений с войсками, выгнать их за пределы города. Параллельно со всеми этими военными действиями должен был идти все расширяющийся захват фабрик, мастерских и магазинов». Чтобы получить оружие для этого, белостокские анархисты подготовили ряд экспроприаций, но на большее сил у них уже не хватило.
Стрига также поддерживал отношения с одесской анархистской группой «Непримиримые» и в январе 1906 года участвовал в съезде террористов-«безмотивников» в Кишинёве. После нескольких терактов, совершенных «Черным знаменем» (взрывов бомб в гостинице «Бристоль» в Варшаве,  кафе Либмана в Одессе и других), и гибели многих боевиков этой организации в столкновениях с полицией Стрига бежал за границу и прибыл во Францию, жил в Париже. В письме к своим друзьям он писал: «Имеет ли значение, в какого буржуя кидать бомбы? Всюду то же самое: держатели акций и в Париже будут вести свою неправедную жизнь... Я провозглашаю «Смерть буржуазии!» и заплачу за это своей жизнью».
3 мая 1906 года он встретился с русским студентом и анархистом Александром Соколовым (Владимир Суваров, Бюссироп и др.), в Венсенском лесу, имея в кармане самодельную бомбу. Она случайно взорвалась, и через час мучений Стрига скончался. Александр Соколов получил легкие ранения в ноги и был арестован французской полицией. Также были арестованы Виктор Соколов, двоюродный брат Александра, и его сожительница Софья Сперавская. Всех троих судили в период в июле того же года, но только Александр Соколов был признан виновным и приговорен к пяти годам тюремного заключения и штрафу в размере 500 франков за незаконное хранение взрывчатых веществ. Иосиф Лапидус, брат Владимира, также анархист, покончил жизнь самоубийством в начале 1909 года в Лондоне, когда его преследовала полиция после ограбления бухгалтера фабрики.